# Résolution 76/70 de l'Assemblée générale des Nations unies
- pour
- contre
- abstention
- absent

La résolution A/RES/76/70 de l'Assemblée générale des Nations Unies, intitulée Problème de la militarisation de la République autonome de Crimée et de la ville de Sébastopol (Ukraine), ainsi que de certaines parties de la mer Noire et de la mer d’Azov, a été adoptée le 9 décembre 2021 lors de la 76e session de l'Assemblée générale des Nations Unies. Cette résolution apporte un soutien important à la Plateforme de Crimée et appelle la Fédération de Russie à cesser de transférer des armes et du personnel militaire vers la péninsule et à cesser de violer la liberté de navigation en mer Noire et en mer d'Azov.
La résolution a été adoptée lors d'un vote public par 64 voix en faveur, 20 voix contre, et 93 abstentions.

## Initiateurs
Le projet de résolution A/76/L.22 & Add.1 du 2 décembre 2020 a été présenté par l'Australie, l'Autriche, l'Albanie, la Belgique, la Bulgarie, la Hongrie, l'Allemagne, la Géorgie, le Danemark, l'Irlande, l'Islande, l'Espagne, l'Italie, le Canada, la Lettonie, la Lituanie, le Liechtenstein, le Luxembourg, Malte, les Îles Marshall, les Pays-Bas, la Norvège, la Pologne, le Portugal, la République de Moldova, la Roumanie, la Macédoine du Nord, la Slovaquie, la Slovénie, le Royaume-Uni de Grande-Bretagne et d'Irlande du Nord, les États-Unis d'Amérique, la Turquie, l'Ukraine, la Finlande, la France, la Croatie, le Monténégro, la République tchèque, la Suède et l'Estonie .

## Contenu
La résolution « prie instament » la Fédération de Russie de retirer complètement, immédiatement, et inconditionnellement ses forces militaires de Crimée et de mettre immédiatement fin à son occupation du territoire internationalement reconnu de l’Ukraine.
Elle condamne les tentatives de la Russie d'établir sa juridiction sur d'anciennes installations et des matières nucléaires en Crimée, ainsi que sur des installations dont l'Ukraine est responsable en vertu d'un accord avec l'Agence internationale pour l'énergie atomique (AIÉA). L'AIÉA, quant à elle, ne reconnaît pas la juridiction de la Russie sur les installations nucléaires de Crimée.
L'Assemblée générale des Nations Unies a également appelé à l'arrêt immédiat des mouvements de diverses catégories d'armes en Crimée : chars d'assaut, missiles, hélicoptères et avions de combat capables de transporter des armes nucléaires. La résolution souligne que la Russie étend les bases de la flotte de la mer Noire et a autorisé sa Garde nationale à bloquer des territoires et des zones maritimes, ce qui pourrait servir à entraver davantage la liberté de navigation et à saisir des plateformes pétrolières en mer Noire .

## Vote
Le projet de résolution A/76/L.22, proposé le 2 décembre 2021 par 40 États membres de l'ONU et coparrainé le 9 décembre par 4 autres États (en gras), a été adopté le 9 décembre lors de la 48e séance plénière de la 76e session de l'Assemblée générale.
| Vote                               | Nombre | États membres |
| ---------------------------------- | ------ | --- |
| Oui                                | 62     | Australie, Autriche, Albanie, Andorre, Barbade, Belize, Belgique, Bulgarie, Vanuatu, Royaume-Uni, Guyana, Guatemala, Guinée-Bissau, Honduras, Grèce, Géorgie, Danemark, République dominicaine, Estonie, Israël, Irlande, Islande, Espagne, Italie, Canada, Chypre, Costa Rica, Lettonie, Lituanie, Liechtenstein, Luxembourg, Malte, Îles Marshall, Moldavie, Monaco, Pays-Bas, Allemagne, Nouvelle-Zélande, Norvège, Palaos, Panama, Papouasie-Nouvelle-Guinée, Macédoine du Nord, Pologne, Portugal, Roumanie, Saint-Marin, Singapour, Slovaquie, Slovénie, États-Unis, Turquie, Hongrie, Ukraine, Micronésie, Finlande, France, Croatie, Tchéquie, Monténégro, Suisse, Suède |
| Contre                             | 22     | Biélorussie, Bolivie, Venezuela, Arménie, Érythrée, Éthiopie, Zimbabwe, Іран, Cambodge, Kirghizistan, Chine, Cuba, Laos, Birmanie, Mali, Nicaragua, Corée du Nord, Russie, Serbie, Syrie, Philippines, Sri Lanka |
| Absent                             | 55     | Algérie, Angola, Argentine, Bangladesh, Bahreïn, Bosnie-Herzégovine, Botswana, Brésil, Brunei, Bhoutan, Vietnam, Guinée, Djibouti, Équateur, Égypte, Yémen, Inde, Indonésie, Irak, Jordanie, Kazakhstan, Qatar, Kiribati, Colombie, Koweït, Liban, Libye, Madagascar, Malaisie, Maldives, Mexique, Mongolie, Namibie, Népal, Nigeria, Émirats arabes unis, Oman, Pakistan, Paraguay, Pérou, Corée du Sud, Salvador, Sao Tomé-et-Principe, Arabie saoudite, Sénégal, Somalie, Suriname, Thaïlande, Togo, Trinité-et-Tobago, Tunisie, Uruguay, Tchad, Chili, Jamaïque |
| Absent (ne prend pas part au vote) | 54     | Azerbaïdjan, Antigua-et-Barbuda, Afghanistan, Bahamas, Bénin, Burkina Faso, Burundi, Gabon, Haïti, Gambie, Ghana, Grenade, République démocratique du Congo, Dominique, Guinée équatoriale, Eswatini, Zambie, Cap-Vert, Cameroun, Kenya, Comores, Côte d'Ivoire, Lesotho, Liberia, Maurice, Mauritanie, Malawi, Maroc, Mozambique, Nauru, Niger, Soudan du Sud, Afrique du Sud, République du Congo, Rwanda, Samoa, Seychelles, Saint-Vincent-et-les-Grenadines, Saint-Christophe-et-Niévès, Sainte-Lucie, Îles Salomon, Soudan, Timor oriental, Sierra Leone, Tadjikistan, Tanzanie, Tonga, Tuvalu, Turkménistan, Ouganda, Ouzbékistan, Fidji, République centrafricaine, Japon |
| Total                              | 193    | |

## Réactions
Ukraine : le Ministre des affaires étrangères Dmytro Kuleba a déclaré « Le document consolide le soutien international à la plateforme de Crimée et à ses objectifs, s’oppose à la militarisation croissante de la Crimée, envoie un signal dissuasif dans le contexte de l’augmentation de la présence militaire de la Fédération de Russie le long de notre frontière et en Crimée ».
 Russie : la porte-parole du Ministère des affaires étrangères, Maria Zakharova, a qualifié l'adoption de la résolution comme une tentative « d’impliquer l’Assemblée générale dans la campagne anti-russe de Kiev et ses parrains occidentaux », basée sur « des accusations sans fondement de l'Ukraine concernant la déstabilisation de la situation autour de la Crimée ».

## Voir également